# La tana del granchio
La tana del granchio è un singolo del cantautore italiano Bresh, pubblicato il 12 febbraio 2025 come quarto estratto dal terzo album in studio Mediterraneo.
Il brano è stato presentato in gara durante la 75ª edizione del Festival di Sanremo, dove si è classificato all'undicesimo posto al termine della manifestazione.

## Antefatti e descrizione
Il brano, una ballata scritta dallo stesso cantautore, è prodotto da Giorgio De Lauri, in arte Jiz, Luca Di Blasi, in arte Dibla, e Luca Ghiazzi, in arte Shune. Esso, avendo segnato la prima partecipazione dell'artista al Festival di Sanremo, è stato descritto in un'intervista in conferenza stampa:

## Promozione
Dopo la conferma del cantautore tra i big in gara al Festival di Sanremo 2025, annunciata da Carlo Conti al TG1 il 1º dicembre 2024, il titolo del brano è stato rivelato il 18 dicembre nel corso della finale della diciottesima edizione del concorso canoro Sanremo Giovani.

## Video musicale
Il video musicale, diretto da Emanuele Cantó, è stato pubblicato in concomitanza all'uscita del brano attraverso il canale YouTube del cantautore.

## Tracce
Testi di Andrea Brasi, musiche di Giorgio De Lauri, Luca Di Blasi e Luca Ghiazzi.
1. La tana del granchio – 3:29

## Classifiche
| Classifica (2025) | Posizione massima |
| ----------------- | ----------------- |
| Italia            | 8                 |
| Svizzera          | 77                |

## Date di pubblicazione
| Paese  | Data             | Formato                      | Etichetta  | Nota   |
| ------ | ---------------- | ---------------------------- | ---------- | ------ |
| Mondo  | 12 febbraio 2025 | Download digitale, streaming | Epic       | [ 26 ] |
| Italia | 12 febbraio 2025 | Contemporary hit radio       | Sony Italy | [ 4 ]  |
| Italia | 14 febbraio 2025 | 7"                           | Epic       | [ 27 ] |